# Pnirontis infirma
Pnirontis infirma är en insektsart som beskrevs av Carl Stål 1859. Pnirontis infirma ingår i släktet Pnirontis och familjen rovskinnbaggar. Inga underarter finns listade i Catalogue of Life.